# Églises baptistes du Septième Jour
Pour les articles homonymes, voir Baptistes.

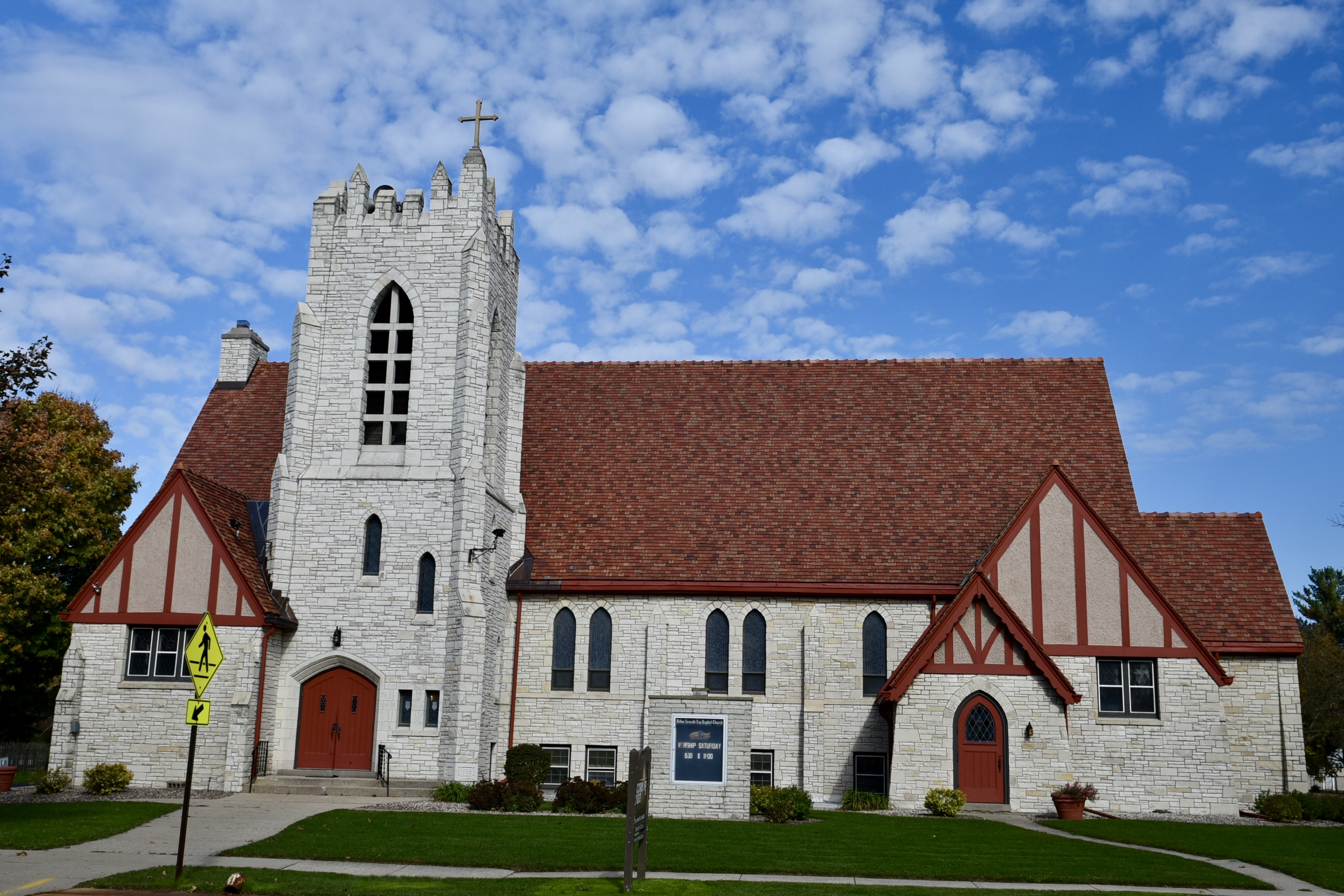
L'église baptiste du septième jour de Milton (Wisconsin), bâtie en 1934, est inscrite depuis 2016 au Registre national des lieux historiques des États-Unis.

Les Églises baptistes du Septième Jour (en abrégé B7J) sont un mouvement baptiste, ayant pour particularité d'observer une certaine forme de sabbat chrétien, du vendredi soir au samedi soir.

## Histoire
Le mouvement a ses origines dans le baptisme établi par les Anglais John Smyth et Thomas Helwys à Amsterdam en 1609. Thomas Helwys fonde la première église baptiste générale d’Angleterre à Spitalfields, à l’est de Londres en 1612. En 1651, après avoir développé la notion d'un sabbat chrétien, Peter Chamberlen (physicien de Charles Ier puis de Charles II) fonde à Londres la première Église baptiste du septième jour, dite Mill Yard Church. Elle existe toujours, ce qui en fait la plus vieille Église baptiste du monde, toutes tendances confondues. Les Églises baptistes du septième jour se développèrent en Angleterre durant trois siècles, mais elle ne résistèrent pas au prosélytisme adventiste orchestré à partir de 1887 par John Norton Loughborough, pasteur adventiste américain. Mill Yard est aujourd'hui une Église ethnique afro-jamaïcaine, et son temple se situe à quelques centaines de mètres du stade de Tottenham (41 Vicarage Road).
Les fondateurs de Mill Yard ont repris une doctrine déjà vieille d'un siècle, celle des prédicateurs anabaptistes allemands Andreas Fischer et Oswald Glaidt, qui ont constitué en 1528 une communauté anabaptiste sabbatiste à Liegnitz, en Silésie (aujourd'hui Legnica, en Pologne). 
En 1671, les Baptistes du Septième Jour font leur apparition aux États-Unis: sept membres de l'Église baptiste de Newport (Rhode Island) fondent une paroisse sabbatiste. Le mouvement se développa notamment sous l'influence d'anabaptistes sabbatistes allemands qui, en 1732, fondèrent une communauté monastique baptiste sabbatiste à Ephrata, en Pennsylvanie . 
En 1844, une Baptiste du Septième Jour américaine, Rachel Oakes (1809-1868), convainc Frederick Weeler (1811-1910) et Thomas Preble (1810-1907), deux prédicateurs millerites, d'observer le sabbat. À leur tour, Preble par un article sur le sabbat et Wheeler par une étude avec Joseph Bates (1792-1872), cofondateur de l'Église adventiste du septième jour, le convainquirent d'observer le sabbat. La Conférence générale adventiste fut créée en 1863 et l'Église de Dieu (septième jour), héritière également de la mouvance millérite sabbatiste, se constitua en corps juridiquement reconnu en 1884.
En 1885, Perie Burdick a été la première femme pasteur baptiste du Septième Jour.

## Croyances
Les Baptistes du Septième Jour veulent s'approcher le plus possible de la source même du christianisme, à savoir la foi et l'art de vivre enseignés par Jésus-Christ et transmis par les apôtres dans les premières années. Ainsi, certains Baptistes du Septième Jour, à l'instar de Jésus (Matthieu 26, Marc 14, Luc 22) célèbrent la Pâque dans la soirée du 13 au 14 nissan, selon le calendrier hébreu établi dans le chapitre 23 du Lévitique, en tant que commémoration du dernier repas du Christ et des Apôtres et de la Crucifixion, et non pas le dimanche correspondant au comput romain, en tant que commémoration de la Résurrection. Dans ce cas la Résurrection est célébrée trois jours pleins après la Pâque, un soir (selon Matthieu 12:40 et une traduction littérale de Matthieu 28:1).
Les Baptistes du Septième Jour se réclament aussi de l'héritage de certains courants protestants non-conformistes et radicaux, comme les anabaptistes pacifistes (dont sont issus les mennonites) et sabbatistes. Les Baptistes du Septième Jour français prennent aussi pour modèles les vieux Baptistes (réveil de Nomain en 1820) et les premiers Libristes, organisés en 1820 autour de la chapelle Taitbout à Paris et précurseurs de la laïcité. Ils considèrent le respect de la création et la non-violence comme des principes chrétiens inaliénables.
Les Baptistes du Septième Jour rejettent le libéralisme théologique et restent très attachés à l'éthique chrétienne traditionnelle. Ils ne font pas partie de la mouvance charismatique.
Certaines fédérations nationales Baptistes du Septième Jour nomment des femmes pasteurs. La première, Perie Burdick, fut consacrée en 1885 aux États-Unis.

### Le baptême et le sabbat
Les baptistes du septième jour portent dans leur dénomination deux particularités rituelles et doctrinales : le baptême et le sabbat. 
Les chrétiens sabbatistes croient en effet que les disciples de Jésus-Christ doivent aujourd'hui encore sanctifier le sabbat en le consacrant à Dieu par la pratique du culte communautaire, de la piété personnelle et de la bienfaisance, et en s'abstenant de tout travail et de tout acte commercial, ceci du vendredi soir au samedi soir, exception faite de certains cas de force majeure (comme ceux liés à la sécurité). En effet, les premiers disciples, après la mort de Jésus, l'observent encore (Luc 23:53) et les sabbatistes ne retiennent pas les arguments en faveur du dimanche, qu'ils tiennent pour une pratique héritée du paganisme et de l'antisémitisme de l'ancienne Rome.
En revanche, les Baptistes du Septième Jour n'observent aucune pratique issue de la tradition juive qui n'aurait pas de fondement biblique. Ainsi, ils peuvent prendre leur voiture (notamment pour se rendre au temple), allumer un appareil électrique et manger chaud pendant le sabbat.  
Chez les Baptistes du Septième Jour, baptême et sabbat sont liés. Théologiquement tout d'abord, car le baptême est le rituel accompli pour symboliser que le croyant a, par la foi, eu accès à la grâce de Dieu, et le sabbat marque le désir du croyant d'obéir à Dieu. Or, foi et obéissance sont indissociables, comme le rappelle le verset biblique choisi comme devise par les Baptistes du Septième Jour dès le XVIIIe siècle: C'est ici la persévérance des saints, qui gardent les commandements de Dieu et la Foi en Jésus (Apocalypse 14:12).
Baptême et sabbat sont également liés du point de vue rituel, car au moment de recevoir le baptême, le néophyte Baptistes du Septième Jour confirme son désir d'obéir à Dieu, notamment en Lui consacrant le sabbat.

## Présence dans le monde
C'est en Inde qu'elles sont les plus nombreuses (deux-cent soixante paroisses, dont deux-cent cinquante-sept dans l'État d'Andhra Pradesh et trois dans le Kérala). Viennent ensuite le Malawi (deux-cents paroisses, dix mille fidèles), le Brésil (quatre-vingt-dix-neuf paroisses), les États-Unis (soixante-six paroisses), le Rwanda (vingt-deux paroisses), les Philippines (vingt paroisses), la Pologne (dix-neuf paroisses), le Nigeria (seize paroisses), et quelques paroisses et groupes pionniers en Jamaïque, Birmanie, Australie, Argentine... En Europe, on trouve trois paroisses en Angleterre, constituées majoritairement de Jamaïcains (y compris l'Église historique de Londres ; au dix-neuvième siècle le Royaume-Uni comptait une quinzaine d'Églises Baptistes du Septième Jour), et trois aux Pays-Bas. De nombreuses paroisses sont apparues ces dernières années au sein de la communauté polonaise en Allemagne. On trouve aussi de petits groupes en Espagne, en Serbie, en Ukraine, en Moldavie, en Estonie et un projet d'implantation en France. 
Le Malawi est le seul pays dans lequel les Baptistes du Septième Jour ont une faculté de théologie, des hôpitaux et des écoles privées. Le président des Églises Baptistes du Septième Jour du Malawi est également le président du Conseil malawite des Églises et du comité évangélique malawite de lutte contre le sida.
La Fédération mondiale des baptistes du septième jour fut fondée en 1965 . Selon une estimation de la Seventh Day Baptist Historical Library & Archives publiée en 2017, elle aurait 20 dénominations membres et 50,000 membres baptisés .